# Альціон самоанський
Альціо́н самоанський (Todiramphus recurvirostris) — вид сиворакшоподібних птахів родини рибалочкових (Alcedinidae). Ендемік Самоа. Раніше вважався підвидом священного альціона.

## Поширення і екологія
Самоанські альціони живуть в тропічних лісах, на морських узбережжях, серед скель, пляжів і коралових рифів, а також в садах.